# Killzone 2
Killzone 2 — відеогра жанру шутера від першої особи, розроблена студією Guerrilla Games і видана компанією Sony Computer Entertainment ексклюзивно для консолі Sony PlayStation 3 у 2009 році. Гра є сюжетним продовженням Killzone: Liberation.

## Ігровий процес
Як і в Killzone, гравець виступає в ролі бійця, що повинен знищувати численних ворогів зі стрілецької зброї задля просування сюжетом. У Killzone 2 дія більш кінематографічна, інтерфейс надає мінімум інформації, лише приціл та стан боєзапасу. В цій грі впроваджено систему укриттів, що дозволяє бійцеві ховатися за об'єкти і вести з-за них вогонь, визираючи на короткий час. Як і раніше, місцями трапляться стаціонарні вогневі точки, але в Killzone 2 крім того є епізод, коли слід керувати бойовим мехом.
У багатокористувацькій грі до 32-х гравців змагаються в різних режимах, поділяючись на дві команди: ІСА і хелґастів. Бійці з кожної сторони відрізняються за класами, кожен з яких володіє своєю спеціалізацією. Здобуваючи перемоги, гравець заробляє очки і підвищує свій ранг, що відкриває нову зброю та оснащення. Коли він опиняється у верхніх позиціях загальної статистики гравців, то додатково отримує стрічки «рангу відваги», що виділяють його в списках. Виконуючи додаткові завдання, гравець винагороджується також декоративними стрічками та медалями.

## Сюжет
Минуло вже 2 роки Другої позасонячної війни. Сили ІСА звільнили планету Векта від хелґастів і готують атаку на їхню рідну планету Хелґан. Протагоніст Killzone і Killzone: Liberation Ян Темплар став командиром космічного корабля «Нове сонце». Новий герой — спецпризначенець підрозділу ІСА «Легіон» Томас «Сев» Севченко, разом з іншими бійцями десантується з «Нового сонця» на Хелґан . Їхньою метою є захопити лідера хелґастів Сколара Візарі в столиці планети — місті Пірр.
Десантування триває успішно, поки хелґасти не розгортають нову систему оборони з «Дугових вишок». Її розряди збивають більшість десантників при висадці. Команді «Альфа», куди входять бійці Севченко («Сев»), Ріко, Гарза і Натко вдається знищити міномети, завдяки чому в місто в'їжджає колона техніки. Сев з товаришами руйнує одну вишку і захоплює її фрагмент. Дослідниця Евелін Баттон встановлює, що зброю живить рідкісний елемент петрусит, якого багато на Хелґані.
Команда отримує завдання дістатися до петруситової шахти, що постачають до вишок енергію, і воз'єднатися там з Евелін. На місці бійці бачать, що послана туди ж команда «Браво» загинула. Евелін, Гарзу і Натко схоплюють хелґасти. Їхній полковник Радек допитує полонених аби дізнатися коди активації атомної бомби, захопленої при відступі з Векти. Ріко кидається рятувати полонених, в результаті чого Гарза зазнає поранення, а Радек тікає. Команда тікає від переважаючих ворожих сил і слідує за Евелін, яка передає з найближчої радіовишки сигнал лиха. Сев з товаришами обороняються, поки їх не евакуюють, але Гарза помирає від ран.
Сев повертається на «Нове сонце», та невдовзі хелґсти контратакують та беруть кораблі на абордаж. Радек пробивається на місток, де вбиває Евелін і смертельно ранить Яна, після чого забирає коди активації. Помираючи, Ян доручає Севу спрямувати обезлюдніле «Нове сонце» на планету. Сев біжить помститися Радеку, та Ріко затягує його в човник і з групою солдатів встигає висадитися на планету. Корабель падає на петруситову шахту, спричиняючи вибух покладів елемента і вимкнення «Дугових вишок».
Вцілілі бійці ІСА збираються біля Пірра для спільної атаки. Сколар Візарі підриває захоплену атомну бомбу, знищуючи більшість армії ІСА разом із власною. Радек приєднується до військ генерала Нервіла та вирішує здійснити кидок крізь місто до палацу Візарі. Команда «Альфа» вирушає туди, пробиваючись крізь фанатичний опір хелґастів. Севу й Ріко вдається дістатися до палацу, де вони зустрічають Радека. Програвши бій проти них, Радек застрелюється.
Діставшись до тронного залу, Сев з Ріко застають там Сколара. Той заявляє, що війна ще не програна і якщо з ним щось станеться, то він постане для халґастів мучеником, за якого ті почнуть жорстоку помсту. Попри наказ захопити Візарі живим, розгніваний Ріко стріляє в нього.
Сев сідає на сходах палацу, куди прибувають решта солдатів ІСА. Попри намагання реанімувати Візарі, той помирає. Невдовзі над столицею пролітає величезний флот хелґастів.

## Оцінки й відгуки
| Агрегатор    | Оцінка               |
| ------------ | -------------------- |
| GameRankings | 90.56 % (81 reviews) |
| Metacritic   | 91/100 (94 reviews)  |

| Видання       | Оцінка  |
| ------------- | ------- |
| 1Up.com       | A       |
| Edge          | 7/10    |
| Eurogamer     | 9/10    |
| Game Informer | 8.75/10 |
| GamePro       | 5/5     |
| GamesMaster   | 91 %    |
| GameSpot      | 9.0/10  |
| GameSpy       | 4.5/5   |
| GameTrailers  | 9.2/10  |
| GameZone      | 9.4/10  |
| IGN           | 9.4/10  |
| Play          | 93 %    |
| X-Play        | 5/5     |

Killzone 2 здобула загальне визнання, зібравши на агрегаторі Matacritic середню оцінку в 91 бал зі 100, та на GameRankings 90,56 %. За перші дві доби продажів у США було реалізовано 323 тис. копій. У квітні 2009 світові продажі Killzone 2 перевищили 1 млн копій.
Згідно IGN, гра надає цікаву кампанію, що є неабияким випробуванням для гравців, особливо на високих рівнях складності. Було високо оцінено графіку, що називалась «феноменальною» для консольних шутерів. Крім того, похвалу здобув мультиплеєр з різними режимами та налаштовуванням персонажів. Killzone 2 визнавалась не лише виданим ексклюзивом для PlayStation 3, а й одним з найкращих шутерів за тривалий час.
Eurogamer визначили Killzone 2 як гру, що в купі з Resistance 2 складає цілісний спектр шутерів для PlayStation 3. Відзначалося, що в Killzone 2 значно зріс штучний інтелект ворогів, а зброя та зображення перестрілок реалістичні.
Game Informer описали Killzone 2 як бенчмарк для PlayStation 3, що тримає в напрузі від старту й до самого фіналу. Проте сюжет було розкритиковано як такий, що не має видатних деталей, а загін, з яким доводиться проходити кампанію, поводиться нерозумно, що компенсується лише відмінно реалізованою особистою зброєю.